# Trichophthalma pictipennis
Trichophthalma pictipennis är en tvåvingeart som först beskrevs av Philippi 1865.  Trichophthalma pictipennis ingår i släktet Trichophthalma och familjen Nemestrinidae. Inga underarter finns listade i Catalogue of Life.